# Róbert Antal
Róbert Antal (ur. 21 lutego 1921 w Budapeszcie, zm. 1 lutego 1995 w Toronto) – węgierski piłkarz wodny pochodzenia żydowskiego. Mistrz olimpijski (1952).
Występujący na pozycji bramkarza Antal był zawodnikiem klubu MTK Budapeszt, z którym jednak ani razu nie zdobył mistrzostwa Węgier. W latach 1948–1952 sześciokrotnie wystąpił w reprezentacji Węgier, jednak nie odgrywał znaczącej roli w kadrze, przegrywając rywalizację z László Jeneyem. W 1952 wziął udział w turnieju olimpijskim, w którym Węgrzy zdobyli złoty medal – Antal wystąpił w 2 spotkaniach: przeciwko Meksykowi w rundzie kwalifikacyjnej (zakończonym zwycięstwem 13:4 dla Węgier) i przeciw Niemcom w fazie grupowej (9:1).